# StarDance …když hvězdy tančí (7. řada)
Sedmá řada StarDance …když hvězdy tančí, taneční televizní show, měla premiéru na programu ČT1 veřejnoprávní České televize 17. října 2015.
19. prosince 2015 se královnou a králem tanečního parketu stali herečka Marie Doležalová a Marek Zelinka, na druhém místě se umístila herečka Jitka Schneiderová s Markem Dědíkem a bronzovou příčku obsadili komik Lukáš Pavlásek a Lucie Hunčárová.

## Porota a moderátoři
Stálou moderátorskou dvojicí zůstali Marek Eben a Tereza Kostková. V porotě zasedli stejně jako v předchozím ročníku Jan Révai, Tatiana Drexler, Radek Balaš a Zdeněk Chlopčík. Hlas, který zval moderátory a taneční páry na parket a uváděl porotce pri známkování, patřil i tentokrát Viktorovi Preissovi.

## Hudba
O hudební doprovod v 7. řadě StarDance se postarali MoonDance Orchestra Martina Kumžáka spolu s Epoque Quartet. Zpěvem doprovázeli tanečníky Naďa Wepperová, Dasha, Michal Cerman, Dušan Kollár a Peter Strenáčik. Při úvodních představováních tanečních párů zaznívala píseň „Uptown Funk“ od Marka Ronsona a Bruna Marse (kromě 3., 4. a 6. večera).

## Soutěžící
Poprvé v historii vysílání se na parketu představilo deset tanečních párů místo klasických osmi.
| Pořadí | Celebrita            | Povolání celebrity    | Profesionální tanečník | Výsledek  |
| ------ | -------------------- | --------------------- | ---------------------- | --------- |
| SD 7   | Marie Doležalová     | herečka, blogerka     | Marek Zelinka          | 1. místo  |
| SD 5   | Jitka Schneiderová   | herečka               | Marek Dědík            | 2. místo  |
| SD 6   | Lukáš Pavlásek       | komik                 | Lucie Hunčárová        | 3. místo  |
| SD 10  | Radek Banga          | zpěvák, skladatel     | Tereza Bufková         | 4. místo  |
| SD 9   | Leoš Mareš           | moderátor             | Katarína Štumpfová     | 5. místo  |
| SD 8   | Leona Machálková     | zpěvačka              | Michal Necpál          | 6. místo  |
| SD 1   | Marek Taclík         | herec                 | Martina Marková        | 7. místo  |
| SD 2   | Kateřina Cajthamlová | moderátorka, doktorka | Petr Čadek             | 8. místo  |
| SD 4   | Rostislav Osička     | boxer                 | Romana Motlová         | 9. místo  |
| SD 3   | Lucie Dvořáková      | dýdžejka              | Michal Kurtiš          | 10. místo |

## Bodování
|  | nejvyšší body poroty |  | vyřazení ze soutěže |

Porotci rozhodovali pomocí bodování a diváci SMS zprávami.
| Pár         | Pár                  | Výsledek    | Bodování poroty během tanečních večerů | Bodování poroty během tanečních večerů | Bodování poroty během tanečních večerů | Bodování poroty během tanečních večerů | Bodování poroty během tanečních večerů | Bodování poroty během tanečních večerů | Bodování poroty během tanečních večerů | Bodování poroty během tanečních večerů | Bodování poroty během tanečních večerů | Bodování poroty během tanečních večerů | Bodování poroty během tanečních večerů |
| Pár         | Pár                  | Výsledek    | 1.                                     | 2.                                     | 3.                                     | 4.                                     | 5.                                     | 6.                                     | 7.                                     | 8.                                     | 7. + 8.                                | 9.                                     | 10.                                    |
| ----------- | -------------------- | ----------- | -------------------------------------- | -------------------------------------- | -------------------------------------- | -------------------------------------- | -------------------------------------- | -------------------------------------- | -------------------------------------- | -------------------------------------- | -------------------------------------- | -------------------------------------- | -------------------------------------- |
| SD 7        | Marie Doležalová     | 1. místo    | 25                                     | 29                                     | 26                                     | 30                                     | 27                                     | 33 + 1 = 34                            | 50                                     | 32 + 38 = 70                           | 120                                    | 36 + 40 = 76                           | 37 + 40 + 40 = 117                     |
| SD 7        | Marek Zelinka        | 1. místo    | 25                                     | 29                                     | 26                                     | 30                                     | 27                                     | 33 + 1 = 34                            | 50                                     | 32 + 38 = 70                           | 120                                    | 36 + 40 = 76                           | 37 + 40 + 40 = 117                     |
| SD 5        | Jitka Schneiderová   | 2. místo    | 31                                     | 30                                     | 39                                     | 32                                     | 30                                     | 40 + 1 = 41                            | 48                                     | 34 + 40 = 74                           | 122                                    | 36 + 37 = 73                           | 39 + 38 + 40 = 117                     |
| SD 5        | Marek Dědík          | 2. místo    | 31                                     | 30                                     | 39                                     | 32                                     | 30                                     | 40 + 1 = 41                            | 48                                     | 34 + 40 = 74                           | 122                                    | 36 + 37 = 73                           | 39 + 38 + 40 = 117                     |
| SD 6        | Lukáš Pavlásek       | 3. místo    | 16                                     | 13                                     | 20                                     | 15                                     | 14                                     | 13 + 1 = 14                            | 43                                     | 11 + 15 = 26                           | 69                                     | 21 + 19 = 40                           | 20 + 23 + 21 = 64                      |
| SD 6        | Lucie Hunčárová      | 3. místo    | 16                                     | 13                                     | 20                                     | 15                                     | 14                                     | 13 + 1 = 14                            | 43                                     | 11 + 15 = 26                           | 69                                     | 21 + 19 = 40                           | 20 + 23 + 21 = 64                      |
| SD 10       | Radek Banga          | 4. místo    | 30                                     | 27                                     | 32                                     | 24                                     | 30                                     | 23                                     | 50                                     | 30 + 35 = 65                           | 115                                    | 35 + 36 = 71                           | —                                      |
| SD 10       | Tereza Bufková       | 4. místo    | 30                                     | 27                                     | 32                                     | 24                                     | 30                                     | 23                                     | 50                                     | 30 + 35 = 65                           | 115                                    | 35 + 36 = 71                           | —                                      |
| SD 9        | Leoš Mareš           | 5. místo    | 31                                     | 27                                     | 33                                     | 33                                     | 25                                     | 34                                     | 45                                     | 34 + 29 = 63                           | 108                                    | —                                      | —                                      |
| SD 9        | Katarína Štumpfová   | 5. místo    | 31                                     | 27                                     | 33                                     | 33                                     | 25                                     | 34                                     | 45                                     | 34 + 29 = 63                           | 108                                    | —                                      | —                                      |
| SD 8        | Leona Machálková     | 6. místo    | 29                                     | 31                                     | 34                                     | 21                                     | 36                                     | 27                                     | —                                      | —                                      | —                                      | —                                      | —                                      |
| SD 8        | Michal Necpál        | 6. místo    | 29                                     | 31                                     | 34                                     | 21                                     | 36                                     | 27                                     | —                                      | —                                      | —                                      | —                                      | —                                      |
| SD 1        | Marek Taclík         | 7. místo    | 19                                     | 24                                     | 27                                     | 20                                     | 23                                     | —                                      | —                                      | —                                      | —                                      | —                                      | —                                      |
| SD 1        | Martina Marková      | 7. místo    | 19                                     | 24                                     | 27                                     | 20                                     | 23                                     | —                                      | —                                      | —                                      | —                                      | —                                      | —                                      |
| SD 2        | Kateřina Cajthamlová | 8. místo    | 25                                     | 22                                     | 28                                     | 19                                     | —                                      | —                                      | —                                      | —                                      | —                                      | —                                      | —                                      |
| SD 2        | Petr Čadek           | 8. místo    | 25                                     | 22                                     | 28                                     | 19                                     | —                                      | —                                      | —                                      | —                                      | —                                      | —                                      | —                                      |
| SD 4        | Rostislav Osička     | 9. místo    | 15                                     | 14                                     | 12                                     | —                                      | —                                      | —                                      | —                                      | —                                      | —                                      | —                                      | —                                      |
| SD 4        | Romana Motlová       | 9. místo    | 15                                     | 14                                     | 12                                     | —                                      | —                                      | —                                      | —                                      | —                                      | —                                      | —                                      | —                                      |
| SD 3        | Lucie Dvořáková      | 10. místo   | 17                                     | 22                                     | —                                      | —                                      | —                                      | —                                      | —                                      | —                                      | —                                      | —                                      | —                                      |
| SD 3        | Michal Kurtiš        | 10. místo   | 17                                     | 22                                     | —                                      | —                                      | —                                      | —                                      | —                                      | —                                      | —                                      | —                                      | —                                      |
| Celkem      | Celkem               | Celkem      | 238                                    | 239                                    | 251                                    | 194                                    | 185                                    | 170 + 3 = 173                          | 236                                    | 298                                    | —                                      | 260                                    | 298                                    |
| Průměr      | Průměr               | Průměr      | 23,8                                   | 23,9                                   | 27,8                                   | 24,3                                   | 26,4                                   | 28,3 + 0,5 = 28,8                      | 47,2                                   | 59,6                                   | —                                      | 65                                     | 99,3                                   |
| Párů v kole | Párů v kole          | Párů v kole | 10                                     | 10                                     | 9                                      | 8                                      | 7                                      | 6                                      | 5                                      | 5                                      | —                                      | 4                                      | 3                                      |

## Taneční večery

### 1. díl (17. října 2015)
Během prvního večera se tančila samba a tango. V tomto díle nevypadl ze soutěže žádný z párů. Na úvod vystoupilo 10 profesionálních tanečníků 7. řady a porotci ve společné choreografii na píseň „Let Me Entertain You“ od Robbieho Williamse. 
Závěrečnou písní 1. večera byla píseň „Treasure“ od Bruna Marse.
| P   | Pár   | Pár                  | Tanec | Hudba                                                        | Body  | Body    | Body  | Body     | Body   |
| P   | Pár   | Pár                  | Tanec | Hudba                                                        | Révai | Drexler | Balaš | Chlopčík | Celkem |
| --- | ----- | -------------------- | ----- | ------------------------------------------------------------ | ----- | ------- | ----- | -------- | ------ |
| 1.  | SD 1  | Marek Taclík         | samba | „Cuban Pete“ (Jim Carrey/Maska)                              | 7     | 3       | 6     | 3        | 19     |
| 1.  | SD 1  | Martina Marková      | samba | „Cuban Pete“ (Jim Carrey/Maska)                              | 7     | 3       | 6     | 3        | 19     |
| 2.  | SD 2  | Kateřina Cajthamlová | tango | „Best Latin Tango“                                           | 8     | 7       | 5     | 5        | 25     |
| 2.  | SD 2  | Petr Čadek           | tango | „Best Latin Tango“                                           | 8     | 7       | 5     | 5        | 25     |
| 3.  | SD 3  | Lucie Dvořáková      | samba | „Swing da Cor“ (Daniela Mercury)                             | 6     | 4       | 4     | 3        | 17     |
| 3.  | SD 3  | Michal Kurtiš        | samba | „Swing da Cor“ (Daniela Mercury)                             | 6     | 4       | 4     | 3        | 17     |
| 4.  | SD 4  | Rostislav Osička     | tango | „Hot Stuff“ (Donna Summer)                                   | 5     | 3       | 4     | 3        | 15     |
| 4.  | SD 4  | Romana Motlová       | tango | „Hot Stuff“ (Donna Summer)                                   | 5     | 3       | 4     | 3        | 15     |
| 5.  | SD 5  | Jitka Schneiderová   | samba | „Freedom! '90“ (George Michael)                              | 10    | 7       | 8     | 6        | 31     |
| 5.  | SD 5  | Marek Dědík          | samba | „Freedom! '90“ (George Michael)                              | 10    | 7       | 8     | 6        | 31     |
| 6.  | SD 6  | Lukáš Pavlásek       | tango | „Get Back“ (The Beatles)                                     | 5     | 3       | 5     | 3        | 16     |
| 6.  | SD 6  | Lucie Hunčárová      | tango | „Get Back“ (The Beatles)                                     | 5     | 3       | 5     | 3        | 16     |
| 7.  | SD 7  | Marie Doležalová     | samba | „TaleSpin Main Theme“ (Jim Gilstrap/Letohrátky)              | 8     | 5       | 7     | 5        | 25     |
| 7.  | SD 7  | Marek Zelinka        | samba | „TaleSpin Main Theme“ (Jim Gilstrap/Letohrátky)              | 8     | 5       | 7     | 5        | 25     |
| 8.  | SD 8  | Leona Machálková     | tango | „The Prince Charming Tango“ (Romanovsky and Phillips)        | 9     | 6       | 8     | 6        | 29     |
| 8.  | SD 8  | Michal Necpál        | tango | „The Prince Charming Tango“ (Romanovsky and Phillips)        | 9     | 6       | 8     | 6        | 29     |
| 9.  | SD 9  | Leoš Mareš           | samba | „Magalenha“ (Sérgio Mendes)                                  | 8     | 7       | 9     | 7        | 31     |
| 9.  | SD 9  | Katarína Štumpfová   | samba | „Magalenha“ (Sérgio Mendes)                                  | 8     | 7       | 9     | 7        | 31     |
| 10. | SD 10 | Radek Banga          | tango | „Represent, Cuba“ (Orishas & Heather Headley/Hříšný tanec 2) | 9     | 7       | 8     | 6        | 30     |
| 10. | SD 10 | Tereza Bufková       | tango | „Represent, Cuba“ (Orishas & Heather Headley/Hříšný tanec 2) | 9     | 7       | 8     | 6        | 30     |

### 2. díl (24. října 2015)
Druhý večer byl jubilejním 50. přenosem. Soutěžními tanci byly paso doble a slowfox.
Lucie Dvořáková a Michal Kurtiš se rozloučili se soutěží tancem na píseň „Leaving on a Jet Plane“ od Chantal Kreviazuk z filmu Armagedon.
| P   | Pár   | Pár                  | Tanec      | Hudba                                     | Body  | Body    | Body  | Body     | Body   |
| P   | Pár   | Pár                  | Tanec      | Hudba                                     | Révai | Drexler | Balaš | Chlopčík | Celkem |
| --- | ----- | -------------------- | ---------- | ----------------------------------------- | ----- | ------- | ----- | -------- | ------ |
| 1.  | SD 10 | Radek Banga          | paso doble | „Malagueña“ (Caterina Valente)            | 7     | 7       | 7     | 6        | 27     |
| 1.  | SD 10 | Tereza Bufková       | paso doble | „Malagueña“ (Caterina Valente)            | 7     | 7       | 7     | 6        | 27     |
| 2.  | SD 9  | Leoš Mareš           | slowfox    | „Smells Like Teen Spirit“ (Paul Anka)     | 6     | 7       | 8     | 6        | 27     |
| 2.  | SD 9  | Katarína Štumpfová   | slowfox    | „Smells Like Teen Spirit“ (Paul Anka)     | 6     | 7       | 8     | 6        | 27     |
| 3.  | SD 8  | Leona Machálková     | paso doble | „Brincan y bailan“ (Jimmy Kelly)          | 8     | 8       | 8     | 7        | 31     |
| 3.  | SD 8  | Michal Necpál        | paso doble | „Brincan y bailan“ (Jimmy Kelly)          | 8     | 8       | 8     | 7        | 31     |
| 4.  | SD 7  | Marie Doležalová     | slowfox    | „Say, I Wanna Know“ (Nick Waterhouse)     | 8     | 8       | 6     | 7        | 29     |
| 4.  | SD 7  | Marek Zelinka        | slowfox    | „Say, I Wanna Know“ (Nick Waterhouse)     | 8     | 8       | 6     | 7        | 29     |
| 5.  | SD 6  | Lukáš Pavlásek       | paso doble | „Yellow Submarine“ (The Beatles)          | 5     | 3       | 3     | 2        | 13     |
| 5.  | SD 6  | Lucie Hunčárová      | paso doble | „Yellow Submarine“ (The Beatles)          | 5     | 3       | 3     | 2        | 13     |
| 6.  | SD 5  | Jitka Schneiderová   | slowfox    | „Take Me to Church“ (Hozier)              | 8     | 6       | 9     | 7        | 30     |
| 6.  | SD 5  | Marek Dědík          | slowfox    | „Take Me to Church“ (Hozier)              | 8     | 6       | 9     | 7        | 30     |
| 7.  | SD 4  | Rostislav Osička     | paso doble | „Les Toréadors“ (Georges Bizet/Carmen)    | 4     | 4       | 3     | 3        | 14     |
| 7.  | SD 4  | Romana Motlová       | paso doble | „Les Toréadors“ (Georges Bizet/Carmen)    | 4     | 4       | 3     | 3        | 14     |
| 8.  | SD 3  | Lucie Dvořáková      | slowfox    | „Englishman in New York“ (Sting)          | 6     | 6       | 5     | 5        | 22     |
| 8.  | SD 3  | Michal Kurtiš        | slowfox    | „Englishman in New York“ (Sting)          | 6     | 6       | 5     | 5        | 22     |
| 9.  | SD 2  | Kateřina Cajthamlová | paso doble | „España cañí“ (Pascual Marquina Narro)    | 7     | 5       | 5     | 5        | 22     |
| 9.  | SD 2  | Petr Čadek           | paso doble | „España cañí“ (Pascual Marquina Narro)    | 7     | 5       | 5     | 5        | 22     |
| 10. | SD 1  | Marek Taclík         | slowfox    | „Can't Smile Without You“ (Barry Manilow) | 6     | 7       | 6     | 5        | 24     |
| 10. | SD 1  | Martina Marková      | slowfox    | „Can't Smile Without You“ (Barry Manilow) | 6     | 7       | 6     | 5        | 24     |

### 3. díl (31. října 2015)
Třetí díl se stal historicky prvním večerem, během kterého páry tančily pouze v rytmu českých písní, a to waltz a jive. Tanečním párům při úvodním představování hrál MoonDance Orchestra píseň „Lady Carneval “ od Karla Svobodu.
Rostislav Osička a Romana Motlová se rozloučili se soutěží tancem na píseň „Nad horů svítá“ od Petra Bendeho.
| P  | Pár   | Pár                  | Tanec | Hudba                                          | Body  | Body    | Body  | Body     | Body   |
| P  | Pár   | Pár                  | Tanec | Hudba                                          | Révai | Drexler | Balaš | Chlopčík | Celkem |
| -- | ----- | -------------------- | ----- | ---------------------------------------------- | ----- | ------- | ----- | -------- | ------ |
| 1. | SD 4  | Rostislav Osička     | waltz | „Už z hor zní zvon“ (Karel Gott)               | 3     | 3       | 3     | 3        | 12     |
| 1. | SD 4  | Romana Motlová       | waltz | „Už z hor zní zvon“ (Karel Gott)               | 3     | 3       | 3     | 3        | 12     |
| 2. | SD 7  | Marie Doležalová     | jive  | „Jahody mražený“ (Jiří Schelinger)             | 7     | 6       | 8     | 5        | 26     |
| 2. | SD 7  | Marek Zelinka        | jive  | „Jahody mražený“ (Jiří Schelinger)             | 7     | 6       | 8     | 5        | 26     |
| 3. | SD 10 | Radek Banga          | waltz | „Ne, maestro“ (Jiří Korn a Naďa Konvalinková)  | 9     | 7       | 8     | 8        | 32     |
| 3. | SD 10 | Tereza Bufková       | waltz | „Ne, maestro“ (Jiří Korn a Naďa Konvalinková)  | 9     | 7       | 8     | 8        | 32     |
| 4. | SD 1  | Marek Taclík         | jive  | „To máme mládež“ (Petra Janů a Věra Špinarová) | 7     | 6       | 7     | 7        | 27     |
| 4. | SD 1  | Martina Marková      | jive  | „To máme mládež“ (Petra Janů a Věra Špinarová) | 7     | 6       | 7     | 7        | 27     |
| 5. | SD 8  | Leona Machálková     | waltz | „Lásko prokletá“ (Hana Hegerová)               | 9     | 8       | 9     | 8        | 34     |
| 5. | SD 8  | Michal Necpál        | waltz | „Lásko prokletá“ (Hana Hegerová)               | 9     | 8       | 9     | 8        | 34     |
| 6. | SD 9  | Leoš Mareš           | jive  | „Jedeme dál“ (Petra Janů a Petr Janda)         | 9     | 8       | 8     | 8        | 33     |
| 6. | SD 9  | Katarína Štumpfová   | jive  | „Jedeme dál“ (Petra Janů a Petr Janda)         | 9     | 8       | 8     | 8        | 33     |
| 7. | SD 2  | Kateřina Cajthamlová | waltz | „To mám tak ráda“ (Marie Rottrová)             | 7     | 6       | 8     | 7        | 28     |
| 7. | SD 2  | Petr Čadek           | waltz | „To mám tak ráda“ (Marie Rottrová)             | 7     | 6       | 8     | 7        | 28     |
| 8. | SD 5  | Jitka Schneiderová   | jive  | „Na ptáky jsme krátký“ (Janek Ledecký)         | 10    | 9       | 10    | 10       | 39     |
| 8. | SD 5  | Marek Dědík          | jive  | „Na ptáky jsme krátký“ (Janek Ledecký)         | 10    | 9       | 10    | 10       | 39     |
| 9. | SD 6  | Lukáš Pavlásek       | waltz | „Málo mě znáš“ (Miroslav Dudáček)              | 5     | 4       | 6     | 5        | 20     |
| 9. | SD 6  | Lucie Hunčárová      | waltz | „Málo mě znáš“ (Miroslav Dudáček)              | 5     | 4       | 6     | 5        | 20     |

### 4. díl (7. listopadu 2015)
Čtvrtý večer se nesl tematicky ve znamení muzikálových písní, páry předvedly spolu s taneční skupinou cha-chu a quickstep. V úvodním vystoupení zatančilo 6 profesionálních tanečníků společnou choreografii na píseň „America“ z muzikálu West Side Story. Tanečním párům při úvodním představování hrál MoonDance Orchestra píseň „Let the Sunshine In “ z muzikálu Vlasy.
Kateřina Cajthamlová a Petr Čadek se rozloučili se soutěží tancem na píseň „Written in the Stars“ od Eltona Johna a LeAnn Rimes z muzikálu Aida.
| P  | Pár   | Pár                  | Tanec     | Muzikál             | Hudba                       | Body  | Body    | Body  | Body     | Body   |
| P  | Pár   | Pár                  | Tanec     | Muzikál             | Hudba                       | Révai | Drexler | Balaš | Chlopčík | Celkem |
| -- | ----- | -------------------- | --------- | ------------------- | --------------------------- | ----- | ------- | ----- | -------- | ------ |
| 1. | SD 8  | Leona Machálková     | cha-cha   | Blues Brothers 2000 | „Respect“                   | 7     | 5       | 4     | 5        | 21     |
| 1. | SD 8  | Michal Necpál        | cha-cha   | Blues Brothers 2000 | „Respect“                   | 7     | 5       | 4     | 5        | 21     |
| 2. | SD 7  | Marie Doležalová     | quickstep | Kabaret             | „Cabaret“                   | 8     | 7       | 8     | 7        | 30     |
| 2. | SD 7  | Marek Zelinka        | quickstep | Kabaret             | „Cabaret“                   | 8     | 7       | 8     | 7        | 30     |
| 3. | SD 10 | Radek Banga          | cha-cha   | Dreamgirls          | „I'm Lookin' for Something“ | 7     | 6       | 6     | 5        | 24     |
| 3. | SD 10 | Tereza Bufková       | cha-cha   | Dreamgirls          | „I'm Lookin' for Something“ | 7     | 6       | 6     | 5        | 24     |
| 4. | SD 5  | Jitka Schneiderová   | quickstep | Moulin Rouge!       | „Sparkling Diamonds“        | 8     | 7       | 9     | 8        | 32     |
| 4. | SD 5  | Marek Dědík          | quickstep | Moulin Rouge!       | „Sparkling Diamonds“        | 8     | 7       | 9     | 8        | 32     |
| 5. | SD 6  | Lukáš Pavlásek       | cha-cha   | —                   | „Day Tripper“ (The Beatles) | 5     | 4       | 2     | 4        | 15     |
| 5. | SD 6  | Lucie Hunčárová      | cha-cha   | —                   | „Day Tripper“ (The Beatles) | 5     | 4       | 2     | 4        | 15     |
| 6. | SD 1  | Marek Taclík         | quickstep | Chicago             | „Nowadays“                  | 7     | 5       | 4     | 4        | 20     |
| 6. | SD 1  | Martina Marková      | quickstep | Chicago             | „Nowadays“                  | 7     | 5       | 4     | 4        | 20     |
| 7. | SD 2  | Kateřina Cajthamlová | cha-cha   | Flashdance          | „He's a Dream“              | 6     | 6       | 3     | 4        | 19     |
| 7. | SD 2  | Petr Čadek           | cha-cha   | Flashdance          | „He's a Dream“              | 6     | 6       | 3     | 4        | 19     |
| 8. | SD 9  | Leoš Mareš           | quickstep | Pomáda              | „We Go Together“            | 8     | 7       | 9     | 9        | 33     |
| 8. | SD 9  | Katarína Štumpfová   | quickstep | Pomáda              | „We Go Together“            | 8     | 7       | 9     | 9        | 33     |

### 5. díl (14. listopadu 2015)
Během pátého večera se poprvé v historii StarDance tančily jako soutěžní tance salsa a valčík.
Marek Taclík a Martina Marková se rozloučili se soutěží tancem na píseň „A Thousand Years“ od Christiny Perri.
| P  | Pár   | Pár                | Tanec  | Hudba                                                      | Body  | Body    | Body  | Body     | Body   |
| P  | Pár   | Pár                | Tanec  | Hudba                                                      | Révai | Drexler | Balaš | Chlopčík | Celkem |
| -- | ----- | ------------------ | ------ | ---------------------------------------------------------- | ----- | ------- | ----- | -------- | ------ |
| 1. | SD 5  | Jitka Schneiderová | salsa  | „Get Lucky“ (Daft Punk & Pharrell Williams)                | 7     | 8       | 9     | 6        | 30     |
| 1. | SD 5  | Marek Dědík        | salsa  | „Get Lucky“ (Daft Punk & Pharrell Williams)                | 7     | 8       | 9     | 6        | 30     |
| 2. | SD 10 | Radek Banga        | valčík | „La Valse d'Amélie“ (Yann Tiersen/Amélie z Montmartru)     | 8     | 7       | 9     | 6        | 30     |
| 2. | SD 10 | Tereza Bufková     | valčík | „La Valse d'Amélie“ (Yann Tiersen/Amélie z Montmartru)     | 8     | 7       | 9     | 6        | 30     |
| 3. | SD 1  | Marek Taclík       | salsa  | „Esto te pone la cabeza mala“ (Juan Formell & Los Van Van) | 6     | 5       | 7     | 5        | 23     |
| 3. | SD 1  | Martina Marková    | salsa  | „Esto te pone la cabeza mala“ (Juan Formell & Los Van Van) | 6     | 5       | 7     | 5        | 23     |
| 4. | SD 8  | Leona Machálková   | valčík | „Unchained Melody“ (The Righteous Brothers)                | 9     | 9       | 10    | 8        | 36     |
| 4. | SD 8  | Michal Necpál      | valčík | „Unchained Melody“ (The Righteous Brothers)                | 9     | 9       | 10    | 8        | 36     |
| 5. | SD 9  | Leoš Mareš         | salsa  | „De Todo Un Poco“ (Michael Lloyd & Le Disc/Hříšný tanec))  | 7     | 6       | 6     | 6        | 25     |
| 5. | SD 9  | Katarína Štumpfová | salsa  | „De Todo Un Poco“ (Michael Lloyd & Le Disc/Hříšný tanec))  | 7     | 6       | 6     | 6        | 25     |
| 6. | SD 6  | Lukáš Pavlásek     | valčík | „Oh! Darling“ (The Beatles)                                | 3     | 4       | 3     | 4        | 14     |
| 6. | SD 6  | Lucie Hunčárová    | valčík | „Oh! Darling“ (The Beatles)                                | 3     | 4       | 3     | 4        | 14     |
| 7. | SD 7  | Marie Doležalová   | salsa  | „Funky Nassau“ (The Beginning of the End)                  | 8     | 6       | 6     | 7        | 27     |
| 7. | SD 7  | Marek Zelinka      | salsa  | „Funky Nassau“ (The Beginning of the End)                  | 8     | 6       | 6     | 7        | 27     |

### 6. díl (21. listopadu 2015)
Šestý večer patřil výhradně hudbě krále popu Michaelu Jacksonovi. Páry tančily rumbu a cha-chu. O úvodní předtančení se postaraly 4 profesionální taneční páry se společnou choreografií na píseň „Don't Stop 'Til You Get Enough“. Tanečním párům při úvodním představování hrál MoonDance Orchestra píseň „Bad“. Ve druhé části večera proběhl taneční souboj týmů – šest párů se rozdělilo do dvou skupin po třech a zatančily cha-chu na píseň „Thriller“ (o choreografii se postaral Jan Onder, dvojnásobný král tanečního parketu). Páry vítězného týmu získaly jeden bod.
Leona Machálková a Michal Necpál se rozloučili se soutěží tancem na píseň „Ben“.
| P  | Pár   | Pár                | Tanec   | Hudba                                            | Body  | Body    | Body  | Body     | Body   | Body   |
| P  | Pár   | Pár                | Tanec   | Hudba                                            | Révai | Drexler | Balaš | Chlopčík | Souboj | Celkem |
| -- | ----- | ------------------ | ------- | ------------------------------------------------ | ----- | ------- | ----- | -------- | ------ | ------ |
| 1. | SD 6  | Lukáš Pavlásek     | rumba   | „Say Say Say“ (Michael Jackson & Paul McCartney) | 3     | 4       | 2     | 4        | 1      | 14     |
| 1. | SD 6  | Lucie Hunčárová    | rumba   | „Say Say Say“ (Michael Jackson & Paul McCartney) | 3     | 4       | 2     | 4        | 1      | 14     |
| 2. | SD 9  | Leoš Mareš         | cha-cha | „Jam“ (Michael Jackson)                          | 9     | 9       | 8     | 8        | 0      | 34     |
| 2. | SD 9  | Katarína Štumpfová | cha-cha | „Jam“ (Michael Jackson)                          | 9     | 9       | 8     | 8        | 0      | 34     |
| 3. | SD 8  | Leona Machálková   | rumba   | „Man in the Mirror“ (Michael Jackson)            | 8     | 6       | 6     | 7        | 0      | 27     |
| 3. | SD 8  | Michal Necpál      | rumba   | „Man in the Mirror“ (Michael Jackson)            | 8     | 6       | 6     | 7        | 0      | 27     |
| 4. | SD 7  | Marie Doležalová   | cha-cha | „Billie Jean“ (Michael Jackson)                  | 8     | 7       | 9     | 9        | 1      | 34     |
| 4. | SD 7  | Marek Zelinka      | cha-cha | „Billie Jean“ (Michael Jackson)                  | 8     | 7       | 9     | 9        | 1      | 34     |
| 5. | SD 10 | Radek Banga        | rumba   | „Will You Be There“ (Michael Jackson)            | 6     | 6       | 5     | 6        | 0      | 23     |
| 5. | SD 10 | Tereza Bufková     | rumba   | „Will You Be There“ (Michael Jackson)            | 6     | 6       | 5     | 6        | 0      | 23     |
| 6. | SD 5  | Jitka Schneiderová | cha-cha | „Beat It“ (Michael Jackson)                      | 10    | 10      | 10    | 10       | 1      | 41     |
| 6. | SD 5  | Marek Dědík        | cha-cha | „Beat It“ (Michael Jackson)                      | 10    | 10      | 10    | 10       | 1      | 41     |

### 7. díl – Charitativní večer (28. listopadu 2015)
Sedmý večer byl benefiční, páry tančily tango a jive s klienty Centra Paraple a nevyřazovalo se. O úvodní předtančení se postaraly děti z tanečního klubu při kulturním domě v Sokolově, které pod vedením Jana Ondera předvedly společnou choreografii na píseň „Holubí dům“ od Jiřího Schelingera. Na závěr první části večera zatančili Jaroslav Kuneš, Michaela Gatěková a Jakub Mazuch cha-chu na píseň „Donde estabas tú“ od Bennyho Moréa. Na začátku druhé části večera vystoupil Marek Eben se svou písní „Třínohá píseň“.
Závěrečnou písní 1. večera byla píseň „(I've Had) The Time of My Life“ od Billa Medleyho a Jennifer Warnes.
| P  | Pár   | Pár                | Tanec | Hudba                               | Body  | Body    | Body  | Body     | Body   | Body   |
| P  | Pár   | Pár                | Tanec | Hudba                               | Révai | Drexler | Balaš | Chlopčík | Souboj | Celkem |
| -- | ----- | ------------------ | ----- | ----------------------------------- | ----- | ------- | ----- | -------- | ------ | ------ |
| 1. | SD 9  | Leoš Mareš         | tango | „Una música brutal“ (Gotan Project) | 8     | 8       | 10    | 9        | 10     | 45     |
| 1. | SD 9  | Katarína Štumpfová | tango | „Una música brutal“ (Gotan Project) | 8     | 8       | 10    | 9        | 10     | 45     |
| 2. | SD 10 | Radek Banga        | jive  | „Hit the Road Jack“ (Ray Charles)   | 10    | 10      | 10    | 10       | 10     | 50     |
| 2. | SD 10 | Tereza Bufková     | jive  | „Hit the Road Jack“ (Ray Charles)   | 10    | 10      | 10    | 10       | 10     | 50     |
| 3. | SD 5  | Jitka Schneiderová | tango | „I Want to Break Free“ (Queen)      | 9     | 10      | 9     | 10       | 10     | 48     |
| 3. | SD 5  | Marek Dědík        | tango | „I Want to Break Free“ (Queen)      | 9     | 10      | 9     | 10       | 10     | 48     |
| 4. | SD 6  | Lukáš Pavlásek     | jive  | „Help!“ (The Beatles)               | 8     | 9       | 8     | 8        | 10     | 43     |
| 4. | SD 6  | Lucie Hunčárová    | jive  | „Help!“ (The Beatles)               | 8     | 9       | 8     | 8        | 10     | 43     |
| 5. | SD 7  | Marie Doležalová   | tango | „Harder to Breathe“ (Maroon 5)      | 10    | 10      | 10    | 10       | 10     | 50     |
| 5. | SD 7  | Marek Zelinka      | tango | „Harder to Breathe“ (Maroon 5)      | 10    | 10      | 10    | 10       | 10     | 50     |

### 8. díl (5. prosince 2015)
Osmý večer se tančil waltz, samba, paso doble a slowfox, přičemž každý pár tančil 2 tance.
Leoš Mareš a Katarína Štumpfová se rozloučili se soutěží tancem na píseň „I Don't Want to Miss a Thing“ od skupiny Aerosmith z filmu Armageddon.
| P   | Pár   | Pár                | Tanec      | Hudba                                                        | Body  | Body    | Body  | Body     | Body   |
| P   | Pár   | Pár                | Tanec      | Hudba                                                        | Révai | Drexler | Balaš | Chlopčík | Celkem |
| --- | ----- | ------------------ | ---------- | ------------------------------------------------------------ | ----- | ------- | ----- | -------- | ------ |
| 1.  | SD 7  | Marie Doležalová   | waltz      | „What the World Needs Now Is Love“ (Jackie DeShannon)        | 8     | 9       | 7     | 8        | 32     |
| 1.  | SD 7  | Marek Zelinka      | waltz      | „What the World Needs Now Is Love“ (Jackie DeShannon)        | 8     | 9       | 7     | 8        | 32     |
| 2.  | SD 6  | Lukáš Pavlásek     | samba      | „Hope of Deliverance“ (Paul McCartney)                       | 3     | 4       | 2     | 2        | 11     |
| 2.  | SD 6  | Lucie Hunčárová    | samba      | „Hope of Deliverance“ (Paul McCartney)                       | 3     | 4       | 2     | 2        | 11     |
| 3.  | SD 9  | Leoš Mareš         | paso doble | „España cañí“ (Pascual Marquina Narro)                       | 7     | 8       | 10    | 9        | 34     |
| 3.  | SD 9  | Katarína Štumpfová | paso doble | „España cañí“ (Pascual Marquina Narro)                       | 7     | 8       | 10    | 9        | 34     |
| 4.  | SD 10 | Radek Banga        | slowfox    | „Les Champs-Élysées“ (Zaz)                                   | 8     | 8       | 7     | 7        | 30     |
| 4.  | SD 10 | Tereza Bufková     | slowfox    | „Les Champs-Élysées“ (Zaz)                                   | 8     | 8       | 7     | 7        | 30     |
| 5.  | SD 5  | Jitka Schneiderová | waltz      | „I Will Love You“ (Fisher)                                   | 9     | 7       | 10    | 8        | 34     |
| 5.  | SD 5  | Marek Dědík        | waltz      | „I Will Love You“ (Fisher)                                   | 9     | 7       | 10    | 8        | 34     |
| 6.  | SD 7  | Marie Doležalová   | paso doble | „Hungarian Dance No. 5“ (Johannes Brahms)                    | 9     | 9       | 10    | 10       | 38     |
| 6.  | SD 7  | Marek Zelinka      | paso doble | „Hungarian Dance No. 5“ (Johannes Brahms)                    | 9     | 9       | 10    | 10       | 38     |
| 7.  | SD 6  | Lukáš Pavlásek     | slowfox    | „With a Little Help from My Friends“ (The Beatles)           | 4     | 3       | 4     | 4        | 15     |
| 7.  | SD 6  | Lucie Hunčárová    | slowfox    | „With a Little Help from My Friends“ (The Beatles)           | 4     | 3       | 4     | 4        | 15     |
| 8.  | SD 9  | Leoš Mareš         | waltz      | „My Love“ (Sia/Twilight sága: Zatmění)                       | 8     | 7       | 7     | 7        | 29     |
| 8.  | SD 9  | Katarína Štumpfová | waltz      | „My Love“ (Sia/Twilight sága: Zatmění)                       | 8     | 7       | 7     | 7        | 29     |
| 9.  | SD 10 | Radek Banga        | samba      | „Straight To Memphis“ (Club des Belugas)                     | 9     | 9       | 9     | 8        | 35     |
| 9.  | SD 10 | Tereza Bufková     | samba      | „Straight To Memphis“ (Club des Belugas)                     | 9     | 9       | 9     | 8        | 35     |
| 10. | SD 5  | Jitka Schneiderová | paso doble | „Don't Let Me Be Misunderstood“ (Klaus Hallen Tanzorchester) | 10    | 10      | 10    | 10       | 40     |
| 10. | SD 5  | Marek Dědík        | paso doble | „Don't Let Me Be Misunderstood“ (Klaus Hallen Tanzorchester) | 10    | 10      | 10    | 10       | 40     |

### 9. díl (12. prosince 2015)
Osmý večer se tančila salsa, valčík, quickstep a rumba, přičemž každý pár předvedl 2 tance.
Radek Banga a Tereza Bufková se rozloučili se soutěží tancem na píseň „Halo“ od Beyoncé.
| P  | Pár   | Pár                | Tanec     | Hudba                                                     | Body  | Body    | Body  | Body     | Body   |
| P  | Pár   | Pár                | Tanec     | Hudba                                                     | Révai | Drexler | Balaš | Chlopčík | Celkem |
| -- | ----- | ------------------ | --------- | --------------------------------------------------------- | ----- | ------- | ----- | -------- | ------ |
| 1. | SD 10 | Radek Banga        | salsa     | „La Bomba“ (Ricky Martin)                                 | 9     | 8       | 9     | 9        | 35     |
| 1. | SD 10 | Tereza Bufková     | salsa     | „La Bomba“ (Ricky Martin)                                 | 9     | 8       | 9     | 9        | 35     |
| 2. | SD 5  | Jitka Schneiderová | valčík    | „I Have Nothing“ (Whitney Houston)                        | 10    | 9       | 9     | 8        | 36     |
| 2. | SD 5  | Marek Dědík        | valčík    | „I Have Nothing“ (Whitney Houston)                        | 10    | 9       | 9     | 8        | 36     |
| 3. | SD 6  | Lukáš Pavlásek     | quickstep | „When I'm Sixty-Four“ (The Beatles)                       | 5     | 5       | 5     | 6        | 21     |
| 3. | SD 6  | Lucie Hunčárová    | quickstep | „When I'm Sixty-Four“ (The Beatles)                       | 5     | 5       | 5     | 6        | 21     |
| 4. | SD 7  | Marie Doležalová   | rumba     | „Bella María de mi alma“ (Antonio Banderas/Králové mamba) | 9     | 9       | 9     | 9        | 36     |
| 4. | SD 7  | Marek Zelinka      | rumba     | „Bella María de mi alma“ (Antonio Banderas/Králové mamba) | 9     | 9       | 9     | 9        | 36     |
| 5. | SD 10 | Radek Banga        | quickstep | „I Wan'na Be Like You“ (Louis Prima)                      | 9     | 9       | 9     | 9        | 36     |
| 5. | SD 10 | Tereza Bufková     | quickstep | „I Wan'na Be Like You“ (Louis Prima)                      | 9     | 9       | 9     | 9        | 36     |
| 6. | SD 5  | Jitka Schneiderová | rumba     | „The Lady in Red“ (Chris de Burgh)                        | 9     | 9       | 10    | 9        | 37     |
| 6. | SD 5  | Marek Dědík        | rumba     | „The Lady in Red“ (Chris de Burgh)                        | 9     | 9       | 10    | 9        | 37     |
| 7. | SD 6  | Lukáš Pavlásek     | salsa     | „Hey Jude“ (The Beatles)                                  | 6     | 5       | 4     | 4        | 19     |
| 7. | SD 6  | Lucie Hunčárová    | salsa     | „Hey Jude“ (The Beatles)                                  | 6     | 5       | 4     | 4        | 19     |
| 8. | SD 7  | Marie Doležalová   | valčík    | „Golden Brown“ (The Stranglers)                           | 10    | 10      | 10    | 10       | 40     |
| 8. | SD 7  | Marek Zelinka      | valčík    | „Golden Brown“ (The Stranglers)                           | 10    | 10      | 10    | 10       | 40     |

### 10. díl – Finálový večer (19. prosince 2016)
Ve finále tančil každý pár svůj nejlepší latinskoamerický tanec, nejlepší standardní tanec a nejlepší tanec podle výběru páru. Ve druhé části večera pak každý pár zatančil freestyle. O úvodní vystoupení se postarali 3 profesionální tanečníci spolu s Terezou Kostkovou, kteří zatančili společnou choreografii na píseň „GoldenEye“ od Tiny Turner z filmu Zlaté oko. Na parket se vrátili také vyřazené páry, které zatančili část jednoho ze svých tanců. Před samotným vyhlášením vítězného páru předvedli všechny páry společný tanec na píseň „All I Want for Christmas Is You“ od Mariah Carey.
Závěrečnou písní 7. ročníku StarDance byla „Let Me Entertain You“ od Robbieho Williamse.
| P   | Pár  | Pár                | Tanec      | Hudba                                           | Body  | Body    | Body  | Body     | Body   |
| P   | Pár  | Pár                | Tanec      | Hudba                                           | Révai | Drexler | Balaš | Chlopčík | Celkem |
| --- | ---- | ------------------ | ---------- | ----------------------------------------------- | ----- | ------- | ----- | -------- | ------ |
| 1.  | SD 6 | Lukáš Pavlásek     | samba      | „Hope of Deliverance“ (Paul McCartney)          | 4     | 6       | 5     | 5        | 20     |
| 1.  | SD 6 | Lucie Hunčárová    | samba      | „Hope of Deliverance“ (Paul McCartney)          | 4     | 6       | 5     | 5        | 20     |
| 2.  | SD 5 | Jitka Schneiderová | jive       | „Na ptáky jsme krátký“ (Janek Ledecký)          | 10    | 9       | 10    | 10       | 39     |
| 2.  | SD 5 | Marek Dědík        | jive       | „Na ptáky jsme krátký“ (Janek Ledecký)          | 10    | 9       | 10    | 10       | 39     |
| 3.  | SD 7 | Marie Doležalová   | samba      | „TaleSpin Main Theme“ (Jim Gilstrap/Letohrátky) | 10    | 9       | 9     | 9        | 37     |
| 3.  | SD 7 | Marek Zelinka      | samba      | „TaleSpin Main Theme“ (Jim Gilstrap/Letohrátky) | 10    | 9       | 9     | 9        | 37     |
| 4.  | SD 6 | Lukáš Pavlásek     | quickstep  | „When I'm Sixty-Four“ (The Beatles)             | 5     | 6       | 5     | 7        | 23     |
| 4.  | SD 6 | Lucie Hunčárová    | quickstep  | „When I'm Sixty-Four“ (The Beatles)             | 5     | 6       | 5     | 7        | 23     |
| 5.  | SD 5 | Jitka Schneiderová | waltz      | „I Will Love You“ (Fisher)                      | 9     | 9       | 10    | 10       | 38     |
| 5.  | SD 5 | Marek Dědík        | waltz      | „I Will Love You“ (Fisher)                      | 9     | 9       | 10    | 10       | 38     |
| 6.  | SD 7 | Marie Doležalová   | valčík     | „Golden Brown“ (The Stranglers)                 | 10    | 10      | 10    | 10       | 40     |
| 6.  | SD 7 | Marek Zelinka      | valčík     | „Golden Brown“ (The Stranglers)                 | 10    | 10      | 10    | 10       | 40     |
| 7.  | SD 6 | Lukáš Pavlásek     | waltz      | „Málo mě znáš“ (Miroslav Dudáček)               | —     | —       | —     | —        | —      |
| 7.  | SD 6 | Lucie Hunčárová    | waltz      | „Málo mě znáš“ (Miroslav Dudáček)               | —     | —       | —     | —        | —      |
| 8.  | SD 5 | Jitka Schneiderová | cha-cha    | „Beat It“ (Michael Jackson)                     | —     | —       | —     | —        | —      |
| 8.  | SD 5 | Marek Dědík        | cha-cha    | „Beat It“ (Michael Jackson)                     | —     | —       | —     | —        | —      |
| 9.  | SD 7 | Marie Doležalová   | paso doble | „Hungarian Dance No. 5“ (Johannes Brahms)       | —     | —       | —     | —        | —      |
| 9.  | SD 7 | Marek Zelinka      | paso doble | „Hungarian Dance No. 5“ (Johannes Brahms)       | —     | —       | —     | —        | —      |
| 10. | SD 6 | Lukáš Pavlásek     | freestyle  | „A Hard Day's Night“ (The Beatles)              | 5     | 5       | 5     | 6        | 21     |
| 10. | SD 6 | Lucie Hunčárová    | freestyle  | „A Hard Day's Night“ (The Beatles)              | 5     | 5       | 5     | 6        | 21     |
| 11. | SD 5 | Jitka Schneiderová | freestyle  | „Hello“ (Adele)                                 | 10    | 10      | 10    | 10       | 40     |
| 11. | SD 5 | Marek Dědík        | freestyle  | „Hello“ (Adele)                                 | 10    | 10      | 10    | 10       | 40     |
| 12. | SD 7 | Marie Doležalová   | freestyle  |                                                 | 10    | 10      | 10    | 10       | 40     |
| 12. | SD 7 | Marek Zelinka      | freestyle  |                                                 | 10    | 10      | 10    | 10       | 40     |